# Membrána

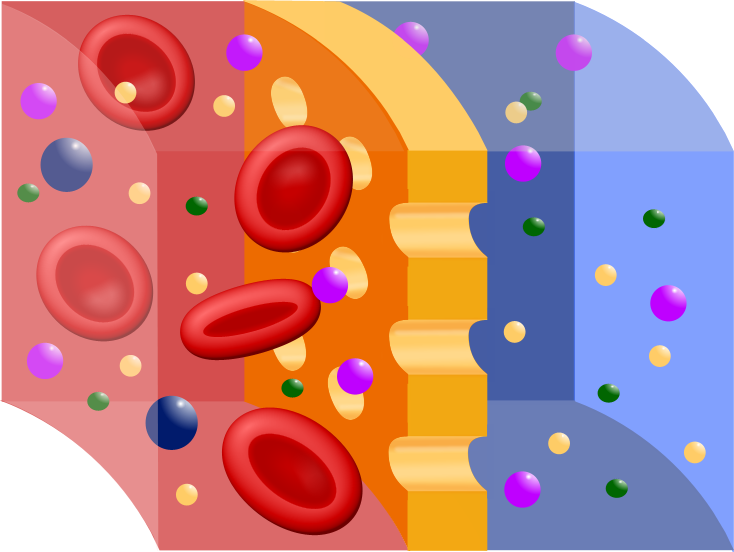
Princip polopropustnosti membrán znázorněný při dialýze krve. Krvinky ani jiné větší struktury nemohou projít.

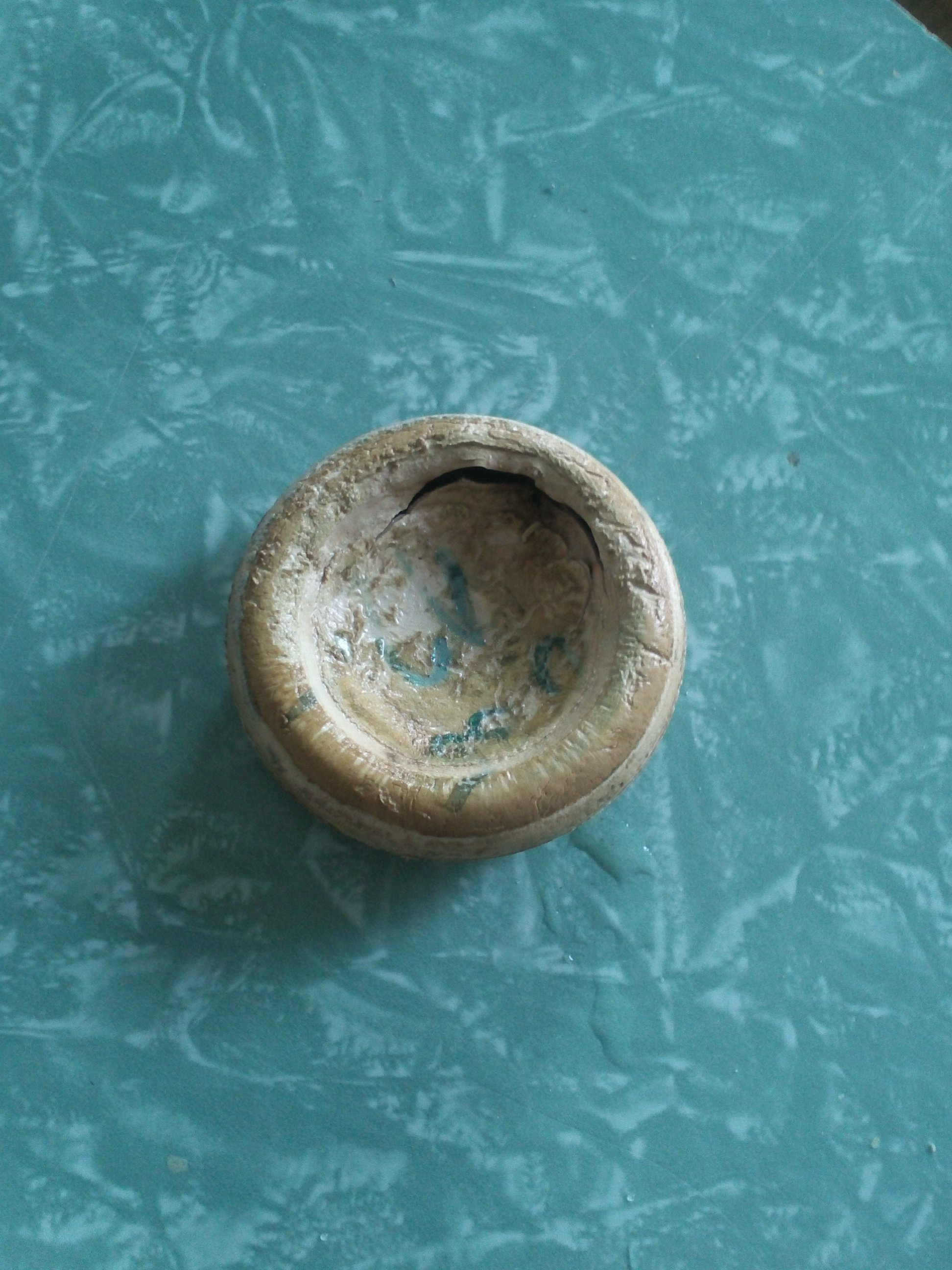
Prasklá gumová membrána

Membrána (latinsky membrana, někdy také blána nebo diafragma) je tenká, planární struktura nebo materiál, která tvoří rozhraní mezi prostředími, která navzájem odděluje. Pro membrány je typická pružnost a obvykle také schopnost selektivní propustnosti pro některé látky z jednoho prostředí skrze membránu do druhého (polopropustná membrána). Často funguje jako neprostupná bariéra a to nejen vůči proti prostupnosti látek, ale třeba také el. nábojů, tj. el. proudu.
Míra selektivity membrán závisí na velikosti pórů v membráně. Podle velikosti pórů se rozlišuje mikrofiltrace (MF), ultrafiltrace (UF), nanofiltrace (NF) a reverzní osmóza (RO), dále se membrány rozlišují podle složení, tloušťky nebo náboje. Podle původu rozlišuje biologické membrány a syntetické membrány.

## Membrány v technice a akustice
Jedna z charakteristických vlastností membrán může být umocněna při výrobě a využita. Např. selektivní propustnost membrán u filtrů a osmózy, anebo pružnost a pevnost membrán u reproduktorů umožňuje rezonanci. Ze stejného důvodu je membrána hlavním ozvučným prvkem membranofonů - blanozvučných hudebních nástrojů.

## Membrány v teoretické fyzice
Membrána se díky své zploštělosti v jednom rozměru stala vzorem pro pojem teoretického konceptu v teorii superstrun a příbuzných teoriích (M-teorie). Zde se zavádí jako zobecnění membrány pojem p-brán pro prostoročasové objekty s dimenzí menší než mnohorozměrný časoprostor, ve kterém se p-brány nacházejí. Ty mají pro některé dimenze speciální názvy, např. 1-brány se nazývají struny. Membrána je pak (z analogie s klasickou membránou) speciální název pro dvourozměrnou 2-bránu.